# روجر هازارد
روجر هازارد (بالإنجليزية: Roger Hazard)‏ هو مقدم تلفزيوني أمريكي، ولد في 27 أبريل 1959 في هيوستن في الولايات المتحدة.

## وصلات خارجية
- الموقع الرسمي
- روجر هازارد على موقع IMDb (الإنجليزية)